# Les Petites-Armoises

Les Petites-Armoises este o comună în departamentul Ardennes din nordul Franței. În 1 ianuarie 2022 avea o populație de 59 de locuitori.